# 特里索·簡度
特里索·奧斯瑪·簡度（法語：Trésor Osmar Kandol，1981年8月30日—），簡稱特里索·簡度（法語：Trésor Kandol），是一名剛果民主共和國足球運動員，現效力阿爾巴塞特，司職前鋒。

## 球員生涯
2006年11月23日，簡度被班列特外借至列斯聯，其首場亮相是在對普利茅夫的賽事中入替羅比·比歷克。
2007年1月3日，簡度正式轉會至列斯聯。於07/08球季，列斯聯在首場賽事中，憑簡度於完場前數分鐘的入球，以2-1擊敗燦美爾。
簡度是前樸茨茅夫球員洛马纳·卢阿卢阿的表弟和紐卡素球員卡曾加·卢阿卢阿的表哥。
2010年8月4日，簡度與球會協議提早解約。

## 外部連結
- 足球数据库：特里索·簡度的球员统计数据